# Las Culebras
Las Culebras är en ort i Mexiko.   Den ligger i kommunen Guasave och delstaten Sinaloa, i den västra delen av landet, 1 200 km nordväst om huvudstaden Mexico City. Las Culebras ligger 6 meter över havet och antalet invånare är 495.
Terrängen runt Las Culebras är mycket platt. Runt Las Culebras är det ganska tätbefolkat, med 100 invånare per kvadratkilometer. Närmaste större samhälle är Tamazula, 10,9 km nordost om Las Culebras. Trakten runt Las Culebras består till största delen av jordbruksmark.